# Richard Montgomery
Richard Montgomery, född 2 december 1738 i Raphoe, Irland, död 31 december 1775 utanför Québec, var en brittisk generalmajor som sedermera blev amerikansk general. 

## Biografi
Montgomery var son till en brittisk officer och ledamot av det irländska parlamentet. Tack vare sin fars höga rang fick han en mycket god utbildning på en skola utanför Belfast. När han flyttade till Dublin, började han på Trinity college år 1754. Trots att han var en väldigt begåvad student avlade han aldrig någon examen. Detta för att hans far istället uppmuntrade honom till att göra en karriär i militären. Montgomery accepterade ett löneerbjudande och gick med i 17:e fotregementet den 21 september 1756. Han stred i fransk-indianska kriget och tog 1772 avsked ur armén. Montgomery flyttade senare till Upstate New York, där han drog sig tillbaka på en gård.
När amerikanska frihetskriget startade blev han general i den nybildade amerikanska armén. Efter Schuyler blev Montgomery befälhavare för expeditionen mot Kanada, som hade till syfte att få de franska invånarna att ansluta sig till amerikanerna mot Storbritannien. Han framträngde till trakten av Québec och förenade sig där med general Benedict Arnolds trupper. Vid ett misslyckat stormningsförsök mot fästningen stupade Montgomery. Britterna hittade hans kropp och gav honom en militär begravning och 1818 flyttades hans stoft till New York.